# Mohammed Noureddine Affaya
 (juillet 2018).
Mohammed Noureddine Affaya est un universitaire et penseur marocain, né à Salé (Maroc), le 6 mai 1956. Il est professeur de philosophie moderne, d'esthétique et de communication. Il est également actif dans le monde du cinéma et de l'audiovisuel. Il a été membre de plusieurs hautes instances culturelles marocaines telles que le conseil supérieur de l’audiovisuel.

## Biographie

### Philosophie
Après des études secondaires au Lycée Hassan II à Rabat en lettres, Mohammed Noureddine Affaya a intégré la faculté  des lettres et des sciences humaines de l'Université Mohammed-V de Rabat. Il a obtenu en 2000 un doctorat en Philosophie : sa thèse était consacrée au lien entre l'iconographie et l'altérité dans la pensée médiévale arabo-musulmane (intitulé : « Images de l'autre dans la pensée arabo-musulmane médiévale »). 
Il a été responsable de rédaction de plusieurs revues dont « Empreintes » (Faculté des Lettres Ben Msik-Casablanca) et « Écrits philosophiques » (Faculté des Lettres- Rabat). 
Son œuvre se caractérise par une approche critique de la philosophie,. Il intègre également les apports de la philosophie occidentale et la manière dont la pensée arabe les intègre. Sa production ne se limite pas à des ouvrages philosophiques. Il publie également des livres de portée plus générale sur le cinéma notamment.

### Audiovisuel
Actif dans le domaine audiovisuel, il a présenté et dirigé plusieurs émissions culturelles à la télévision marocaine : Diwane sur 2M de 1990 à 1992 et Madarate sur la TVM de 1999 à 2003. 
En 2004, il a été nommé membre du Conseil supérieur de l'audiovisuel jusqu'en 2011.
Il est aussi expert sénior au conseil économique, social et environnemental, auprès de la commission permanente de « la société du savoir et de l’information » depuis 2011. 
Il a également été nommé membre du conseil supérieur de l’éducation, la formation et la recherche scientifique.
Il a présidé les jurys de plusieurs festivals tels que le Festival international du cinéma méditerranéen de Tétouan et le 17e Festival du film national de Tanger.

## Prix et distinctions
- Prix du Meilleur livre arabe 2015, décerné par la Fondation de la pensée arabe de Beyrouth[1].
- Prix de la Fondation Schumann des Sciences Sociales et Humaines pour les jeunes chercheurs arabes (1998).

## Publications
- L’identité et la différence. La femme, l’écriture et la marge, Afrique-Orient,  Casablanca, 1988 ;
- Le discours cinématographique entre l’écriture et l’interprétation, Okad, Rabat, 1988 ;
- Modernité et communication dans la philosophie critique contemporaine, cas d’Habermas, Afrique-Orient, Beyrouth-Casablanca 1997;
- Imaginaire et communication. Paradoxes arabes et occidentaux, Almountakhab, Beyrouth, 1992 ;
- L’Occident dans l’imaginaire arabo-musulman, (en Français), Toubkal, Casablanca, 1997 ;
- Au commencement…fut la Réforme. À propos de l’action politique au temps de la mondialisation, Ramses, Rabat, 1999 ;
- Questions sur la renaissance au Maroc, Azzamane, Rabat, 2000;
- Le pouvoir et la pensée. Pour une culture de la reconnaissance au Maroc, Azzamane, Rabat, 2000 ;
- L’Occident imaginaire. Images de l’Autre dans la pensée arabo-musulmane médiévale, Centre culturel arabe, Beyrouth- Casablanca, 2000 ;
- La démocratie inachevée. La sortie de l’autoritarisme et ses obstacles, Ed, Mountada al- Maarif, Beyrouth, 2013 ;
- À propos de la critique philosophique contemporaine. Ses fondements occidentaux et ses manifestations arabes, Markaz dirassat al wahda al aarabia, Beyrouth, 2014 (Prix du meilleur livre arabe pour l’année 2015);
- Communication de l’adversité. Identité, démocratie, création, (en Français), Ed Azzamane, Rabat, 2016 ;
- Conscience et reconnaissance, Ed, Al Markaz al takafi Lilkitab, Beyrouth-Casablanca, 2017 ;

En collaboration avec Driss Guerraoui :
- L’image de l’Espagne au Maroc, Publications ARCI, (Association de Recherches en Communication Interculturelle) Rabat, 2005 ;
- Le Maroc des jeunes, Publications ARCI, Rabat, 2006 ;
- L’élite économique au Maroc, Publications ARCI (Rabat), L’Harmattan (Paris), 2007
- Les jeunes et l’engagement. Le désenchantement et l’espoir, Publications ARCI (Rabat), L’Harmattan (Paris), 201